# Pseudopterogorgia australiensis
Pseudopterogorgia australiensis är en korallart som först beskrevs av Ridley 1884.  Pseudopterogorgia australiensis ingår i släktet Pseudopterogorgia och familjen Gorgoniidae. Inga underarter finns listade i Catalogue of Life.